# Suore piccole ancelle della Beata Vergine Maria Immacolata
Le Suore Piccole Ancelle della Beata Vergine Maria Immacolata (in polacco Siostry Służki Najświętszej Maryi Panny Niepokalanej z Mariówki) sono un istituto religioso femminile di diritto pontificio: le suore di questa congregazione pospongono al loro nome la sigla P.A.M.I.

## Storia
La congregazione fu fondata il 4 ottobre 1878 in Polonia dal frate cappuccino Onorato da Biała (1829-1916).
Accanto alle suore di vita comune, ve n'erano altre (dette "unite"), molto più numerose, che pronunciavano i voti ma vivevano presso le loro famiglie: si dedicavano alla diffusione della stampa cattolica, alla gestione di negozi per contrastare la speculazione sui prezzi, al servizio nei bar per contrastare l'abuso di alcolici.
L'istituto, aggregato all'Ordine dei Frati Minori Cappuccini, ricevette il pontificio decreto di lode il 27 maggio 1909.

## Attività e diffusione
Il fine dell'istituto è "la restaurazione della vita cristiana nelle famiglie", particolarmente nelle zone rurali.
Le suore sono presenti in Bielorussia, Repubblica Democratica del Congo, Italia, Lettonia, Lituania, Polonia, Ruanda e Stati Uniti d'America; la sede generalizia è a Mariówka, presso Przysucha.
Alla fine del 2008 la congregazione contava 819 religiose in 118 case.